# قاي كانترل
قاي كانترل (بالإنجليزية: Guy Cantrell)‏ هو لاعب كرة قاعدة أمريكي، ولد في 9 أبريل 1904 في Clarita, Oklahoma ‏ في الولايات المتحدة، وتوفي في 31 يناير 1961 في ماكالستر في الولايات المتحدة.

## وصلات خارجية
- قاي كانترل على موقعبيزبول رفرنس.كوم (الدوري الرئيسي) (الإنجليزية)
- قاي كانترل على موقعبيزبول رفرنس.كوم (الدوري الثانوي) (الإنجليزية)